# Jurij Nikiforov
Jurij Valerjevitj Nikiforov (ryska: Юрий Валерьевич Никифоров, ukrainska: Юрій ВалерійовИч Никифоров;  född 16 september 1970 i Odessa, Ukrainska SSR, Sovjetunionen, är en sovjetisk, ukrainsk och rysk fotbollsspelare.